# Lista de ilhas de São Paulo
Lista de ilhas do Estado de São Paulo, Brasil:
- Ilha de Alcatrazes
- Ilha Anchieta
- Ilha Ariranha - no lago formado no Rio Paraná pela barragem Eng. Sérgio Motta
- Ilhabela
- Ilha do Bom Abrigo
- Ilha do Boquete (Peruíbe)
- Ilha Búzios
- Ilha das Cabras
- Ilha de Caieiras (Praia Grande)
- Ilha de Cananéia
- Ilha Carolina - no lago formado no Rio Paraná pela barragem Eng. Sérgio Motta
- Ilha do Cardoso
- Ilha de Castilho
- Ilha Comprida - no Litoral Sul de São Paulo
- Ilha Comprida - no rio Paraná, ao Norte de São Paulo
- Ilha da Coroa Emersa (Praia Grande)
- Ilha da Coroa Submersa (Praia Grande)
- Ilha das Couves (São Sebastião)
- Ilha das Couves (Ubatuba)
- Ilha dos Crentes - no lago formado no Rio Paraná pela barragem Eng. Sérgio Motta
- Ilha Diana (Santos)
- Ilha do Farol (Alcatrazes)
- Ilha do Farol (Itanhaém)
- Ilha da Figueira
- Ilha das Gaivotas - no lago formado no Rio Paraná pela barragem Eng. Sérgio Motta
- Ilha Grande - no rio Paraná, próxima à foz do Rio Tietê
- Ilha Grande - no Rio Grande, divisa de São Paulo e Mato Grosso do Sul, próxima às cidades de Santa Fé do Sul e Rubinéia
- Ilha do Guaraú (Peruíbe)
- Ilha da Hérmida (Praia Grande)
- Ilha do Mar Casado
- Ilha da Moela
- Ilha Montão de Trigo
- Ilha das Ortigas - no lago formado no Rio Paraná pela barragem Eng. Sérgio Motta
- Ilha das Palmas
- Ilha do Paredão (Alcatrazes)
- Ilha de Peruíbe (Peruíbe)
- Ilha Piaçábuçú (Praia Grande)
- Ilha Presidente Tibiriçá - no lago formado no Rio Paraná pela barragem Eng. Sérgio Motta
- Ilha da Queimada Grande
- Ilha de Santo Amaro
- Ilha de São Sebastião(também conhecida como Ilhabela)
- Ilha de São Vicente (Brasil)
- Ilha da Sapata (Alcatrazes)
- Ilha do Sul (Alcatrazes)
- Ilha Urubuqueçaba
- Ilha Vitória
- Ilha do Tamanduá
- Ilha da Cocanha  (Caraguatatuba)
- Ilha do Pontal  (Ubatuba)
- Ilha Queimadinha
- Ilha do Mar Virado (Ubatuba)
- Ilha do Prumirim  (Ubatuba)
- Ilhota da Carapuça (Ubatuba)
- Ilha pequena (Ubatuba)Referências

1. ↑  «7 ilhas incríveis para conhecer no litoral de São Paulo». Consultado em 21 de agosto de 2016
2. ↑  «Ilhas são refúgio vip nas praias lotadas do litoral norte de São Paulo - São Paulo - Estadão». Consultado em 21 de agosto de 2016